# Об'єкт далекого космосу
Об'єкт далекого космосу (англ. Deep sky object - DSO) — це термін, що використовується в аматорській астрономії, для позначення об'єктів в нічному небі, які не належать Сонячній системі і не є рівними зіркам. Ці об'єкти, за деяким виключенням (наприклад Галактика Андромеди), не видимі неозброєним оком. Найяскравіші з них можна розглянути в невеликий телескоп або в хороший бінокль, а також їх можна сфотографувати через невеликий телескоп з великою витримкою. Для одержання чіткого зображення спостережуваного об'єкта потрібен великий телескоп.
Типи об'єктів далекого космосу:
- Зоряні скупчення
  - Розсіяні скупчення
  - Кулясті скупчення
- Туманності
  - Дифузійні туманності
    - Емісійні туманності
    - Відбивні туманності
    - Залишки наднових

  - Темні туманності
  - Планетарні туманності
- Галактики
- Квазари

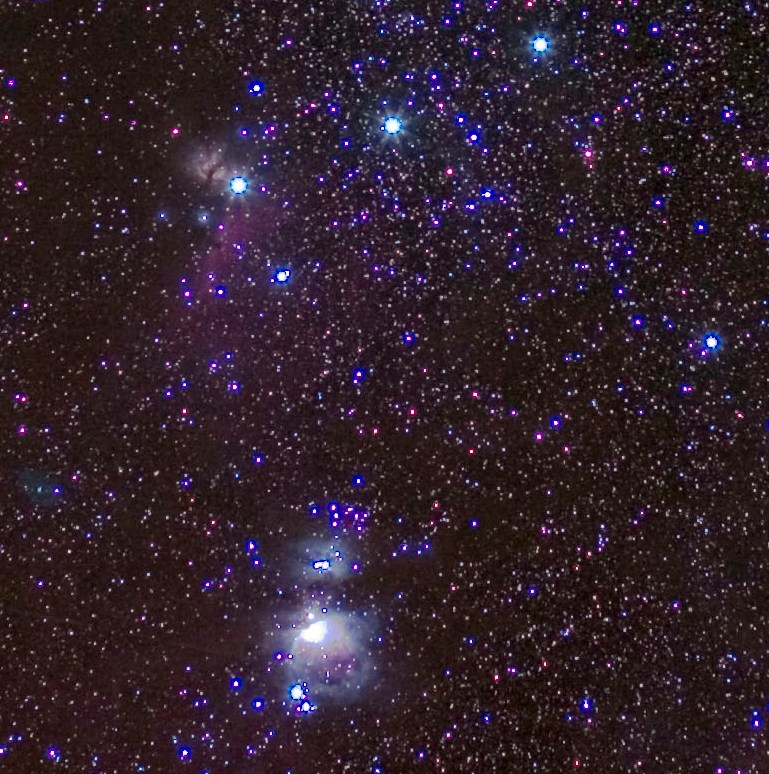
Кілька туманностей в сузір'ї Оріона які зазвичай називають об'єктами глибокого космосу

Існує багато каталогів таких об'єктів. Зокрема, у вперше виданому ще у 1774 році каталозі Мессьє класифіковано 110 об'єктів, а у набагато більше універсальному новому загальному каталозі — більше 8 000. Багато інформації про ці й інші далекі об'єкти міститься в більш спеціалізованих каталогах, таких як UGC (каталог галактик Уппсальскої обсерваторії). Часто проводяться так звані марафони Мессьє, коли аматори, для перевірки своїх здатностей до спостереження і якості свого устаткування, в певну пору року, за одну ніч, намагаються виявити всі 110 об'єктів каталогу Мессьє. Існує також більше складна перевірка, так звана Herschell 400, але вона вже вимагає великого телескопа.